# Poker en 2020
Cet article résume les événements liés au monde du poker en 2020.

## Tournois majeurs

### World Series of Poker 2020
L'édition 2020, initialement prévue du 26 mai au 15 juillet, est reportée à l'automne.

### World Poker Tour Saison 18
| Étape                             | Vainqueur             |
| --------------------------------- | --------------------- |
| Gardens Poker Championship        | table finale reportée |
| Lucky Hearts Poker Open           | Brian Altman          |
| Russie                            | Aleksey Badulin       |
| Borgata Winter Poker Open         | table finale reportée |
| Allemagne                         | Christopher Puetz     |
| Fallsview Poker Classic           | Éric Afriat           |
| LA Poker Classic                  | table finale reportée |
| Rolling Thunder                   | Tony Tran             |
| Venetian                          | reporté               |
| Barcelone                         | reporté               |
| Seminole Hard Rock Poker Showdown | reporté               |
| Online Championship               | Christian Jeppsson    |
| Choctaw                           | reporté               |
| Tournament of Champions           | reporté               |
| World Online Championship         | Phillip Mighall       |

### World Poker Tour Saison 19
| Étape     | Vainqueur |
| --------- | --------- |
| Cambodge  | reporté   |
| Australie | reporté   |

### European Poker Tour 2020
| Étape       | Vainqueur       |
| ----------- | --------------- |
| Sotchi      | reporté         |
| Monte-Carlo | reporté         |
| Barcelone   | annulé          |
| Sotchi      | Ruslan Bogdanov |

### Asia Pacific Poker Tour 2020
| Étape       | Vainqueur   |
| ----------- | ----------- |
| Open Taipei | Zong Chi He |
| Manille     | reporté     |

### Aussie Millions Poker Championship 2020
Vincent Wan remporte le Main Event et Kahle Burns le High Roller.

## Poker Hall of Fame
Huck Seed est intronisé,.

## Divers
Plusieurs festivals de poker un peu partout dans le monde sont annulés ou reportés en raison de la pandémie de maladie à coronavirus,,,.

## Décès
- 6 septembre : Mike Sexton (né le 22 septembre 1947)